# Xavier Villaverde
Francisco Xavier Fernández Villaverde (La Coruña, 1958), más conocido como Xavier Villaverde, es un director de cine español.

## Trayectoria
A los dieciséis años realizó su primera película, un cortometraje en super 8 titulado, A Semente. Durante este tiempo colaboró con el grupo Imaxe. Continuó realizando cortometrajes, hasta que en 1982 comenzó a trabajar en vídeo, fundando con Pancho Casal y otros socios su propia productora, Video Trama.
Su obra más conocida de sus comienzos es Veneno Puro, realizada en el año 1984, premiada en los certámenes Moniteur, “Up & Down” de Barcelona y el Festival Nacional de Vídeo de Madrid.
Con Viuda Gómez ganó el premio Aceptv en 1985 a la mejor ficción y el primer premio en el Festival Nacional de Videomúsica 85 en Vitoria, además del primer premio en el Festival Nacional de Vídeo de Gijón y el premio Galicia-Deseño, Novas Formas. A golpe de Látigo le mereció el primer premio en el XVI Festival Internacional de Montreal de 1987. Este mismo año, fundó Xavier Villaverde Asociados junto a Casal, dedicándose a la producción de vídeos publicitarios, actividad combinada con la producción de trabajos para televisión y videoclips. En 1989 realizó su primer largometraje, Continental, estrenada en Cinegalicia. El año siguiente, en 1990, fundó la productora Continental, también con Casal.
En 1999 volvió a la dirección cinematográfica con Finisterre, donde termina el mundo, que fue premiada como mejor película en los festivales franceses de Dijon y de Burdeos (Primptemps du Film Iberique). También obtuvo el tercer premio a la mejor película, en Ittelmeer, Festival de Cine Mediterráneo de Colonia en Alemania, así como cuatro premios AGAPI: Película, Director, Banda sonora y Sonido.
Su película de 2003, Trece campanadas, basada en la novela homónima de Suso del Toro, fue premiada con dos Premios Mestre Mateo, al mejor largometraje y al mejor actor, nominada a los Premios Goya en las categorías de mejor maquillaje y/o peluquería y a Mejor Película en el Festival de Cine de Sitges. Villaverde recibió en 2009, el Premio Pedrigree del Festival de Cannes por su trayectoria en el sector audiovisual.
En 2012, la película El sexo de los ángeles, ganó dos premios en el Festival de Málaga, a Mejor Actor de Reparto por la actuación de Álvaro Cervantes y a Mejor Fotografía, también fue nominada a Mejor Película del Biznaga de Oro. En 2022 estrenó el documental sobre la actriz María Casares, llamado María Casares, la mujer que vivió mil vidas, que se exhibió en la 67 edición de la Semana Internacional del Cine de Valladolid. 

## Filmografía

### Super 8
- A Semente (1974).
- A mis queridos padres.
- Tacón.

### Vídeo
- Veneno Puro (1984).[5][6]
- Viuda Gómez (1984).[7][5]
- Golpe de látigo (1986).[5][6]
- Galicia Caníbal (1987). Videoclip para Os Resentidos.[5]
- Entre tu y yo (1987). Videoclip para El Norte.
- La Madre (1987). Videoclip para Víctor Manuel.

### Largometrajes
- Continental (1989).[8][9]
- Finisterre, donde termina el mundo (1999).[3][10]
- Trece campanadas (2002).[12][11]
- El sexo de los ángeles (2011).[13][14]
- María Casares, la mujer que vivió mil vidas (2022).[2][15][16]